# Sandbostel
Sandbostel (en baix alemany Sandbossel) és un municipi del municipi conjunt de Selsingen al districte de Rotenburg (Wümme) a Baixa Saxònia a Alemanya. El 30 de juny de 2012 tenia 839 habitants.
El poble es troba a les ribes de l'Oste, al geest sorrós, a 43 km al nord-est de Bremen i 60 km d'Hamburg. No passa cap carretera major. L'estació de ferrocarril més propera és Bremervörde. Conté els barris de Mintenburg, Ober Ochtenhausen i Heinrichsdorf.
Antigament el poble es deia Bostel, però com és un topònim molt freqüent al nord d'Alemanya, més tard va afegir-s'hi el prèfix Sand (= sorra) en relació amb la terra arrenosa del geest, per tal d'evitar confusions. Bostel i la variant Borstel prové del baix alemany buerstell que significa mas. Era una petita senyoria (en alemany Gutshof) fins a la fi de l'antic règim. El 1974 va afiliar-se al municipi conjunt de Selsingen, tot i continuar elegint el seu consell, la gestió municipal per la majoria dels temes es fa des de la seu central. Sandbostel va agermanar-se amb el municipi francès de Danizy i el municipi rus de Novaya Derevnja prop de Sant Petersburg.

## El Stalag X B (Camp de presoners de guerra)
A l'inici, el que esdevindrà l'estalag era un camp de reeducació de l'església luterana, obert el 1932 per a acollir solters aturats i proveir-les de treball d'utilitat pública. Des del 1933, els nazis van transformar-lo en camp de concentració per a «asocials» i les condicions de vida van empitjorar-se considerablement. Des del 1939 va esdevenir un stalag o camp de presoners de guerra de Polònia, des del 1940 de França, Bèlgica i dels Països Baixos. El 1941 van seguir presoners soviètics i el 1943 els italians, ambdós internats en condicions molt més dolents que els altres, a cel obert i amb condicions de nutrició pitjors. Finalment l'abril 1945, després d'una marxa de la mort des de Neuengamme i de la seva extensió de l'Escola del Bullenhuser Damm 8000 presoners van arribar, un dels múltiples crims de la fase final.
El camp va conèixer diversos usos després de la guerra i unes barraques van ser conservades. Una gran part de l'antic camp va ser transformat, malgrat protestes, en un polígon industrial anomenat Immenhain. La discussió com transformar les restes en museu commoratiu encara no ha trobat una conclusió definitiva a l'inici del 2013.
La Fundació Lager Sandbostel va adquirir 3,2 hectàrees del camp que mesurava 35 ha en total, a les quals es troben els edificis històrics conservats, una col·lecció única, com que a la majoria dels altres camps les instal·lacions van ser transformades, incendiades o derrocades.
Catalans i valencians deportats a Sandbostel
Manuel Abelló Guasch, Miquel Batalla Subarroca, José Domenech Cortada, José Esquerr Solomé, Ramón Ferrero Pey, Emili Peruga Puy, Estanislao Anglés Vilanova, Agustí Sànchez Grau, Pere Tort Fernàndez

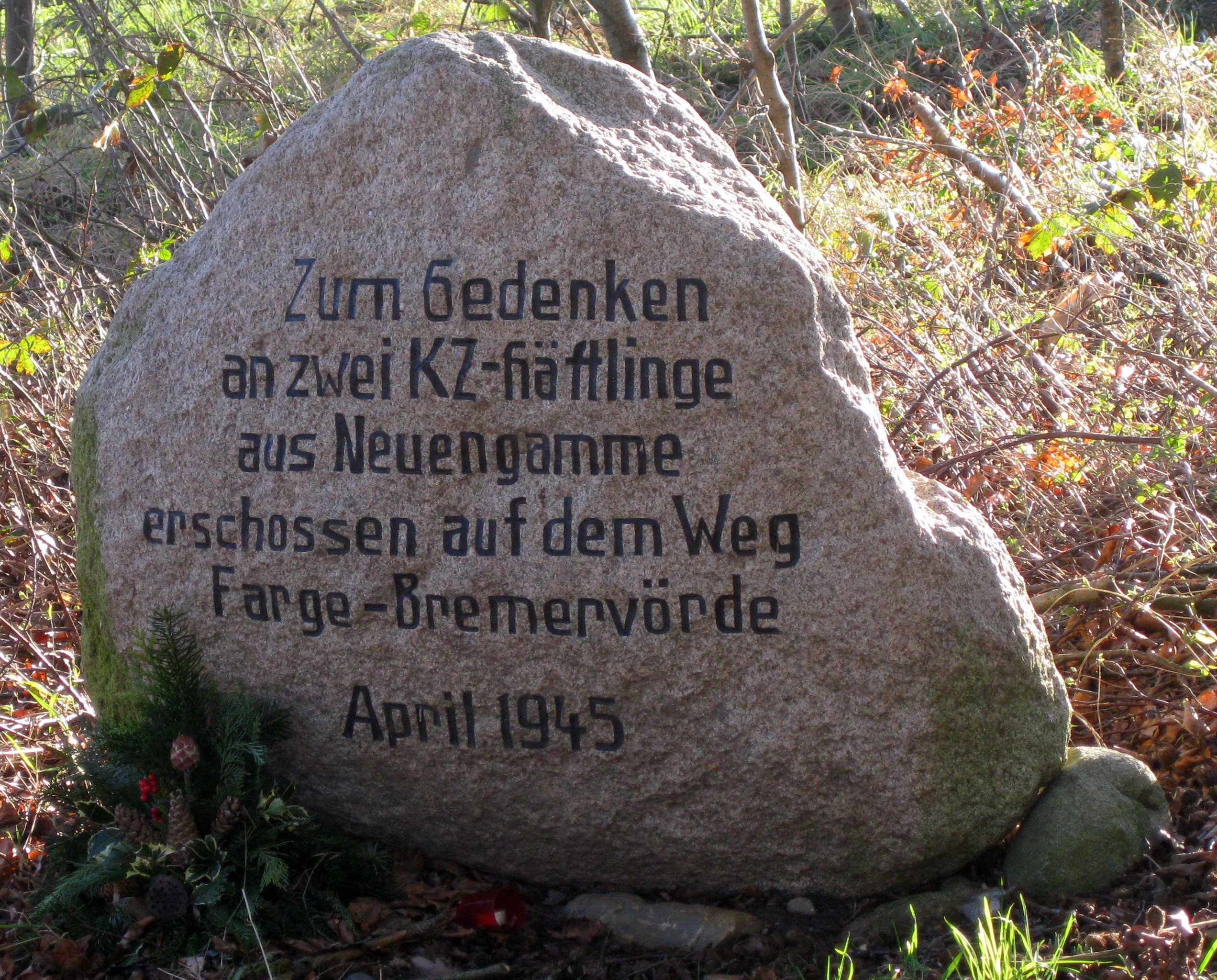
Pedra commemorativa per a dos presoners afusellats durant la marxa de la mort des de Neuengamme camí cap a Sandbostel
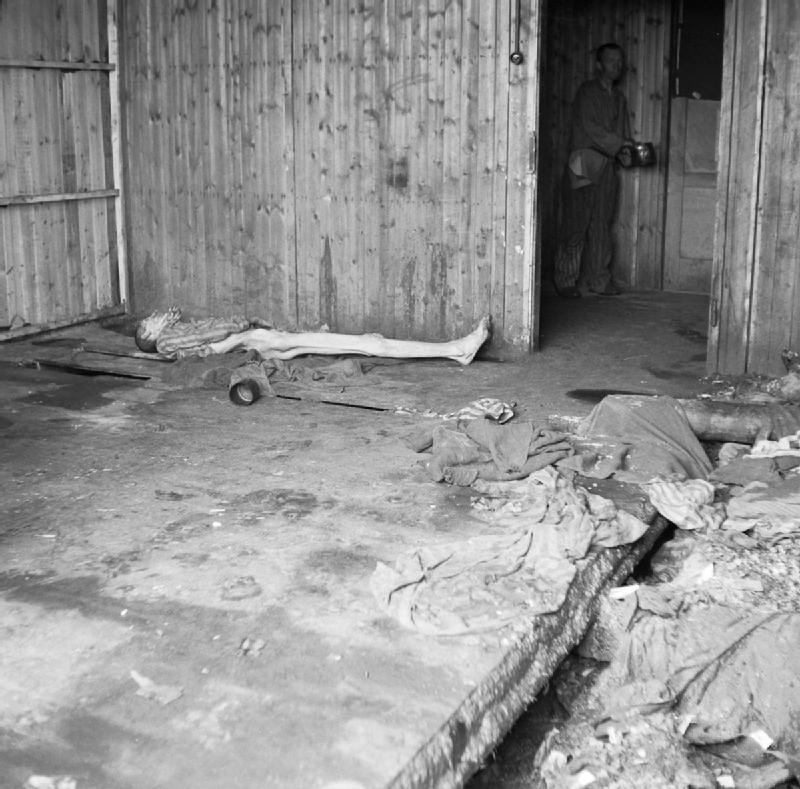
Detall d'una barraca el dia d'alliberament per les forces armades britàniques
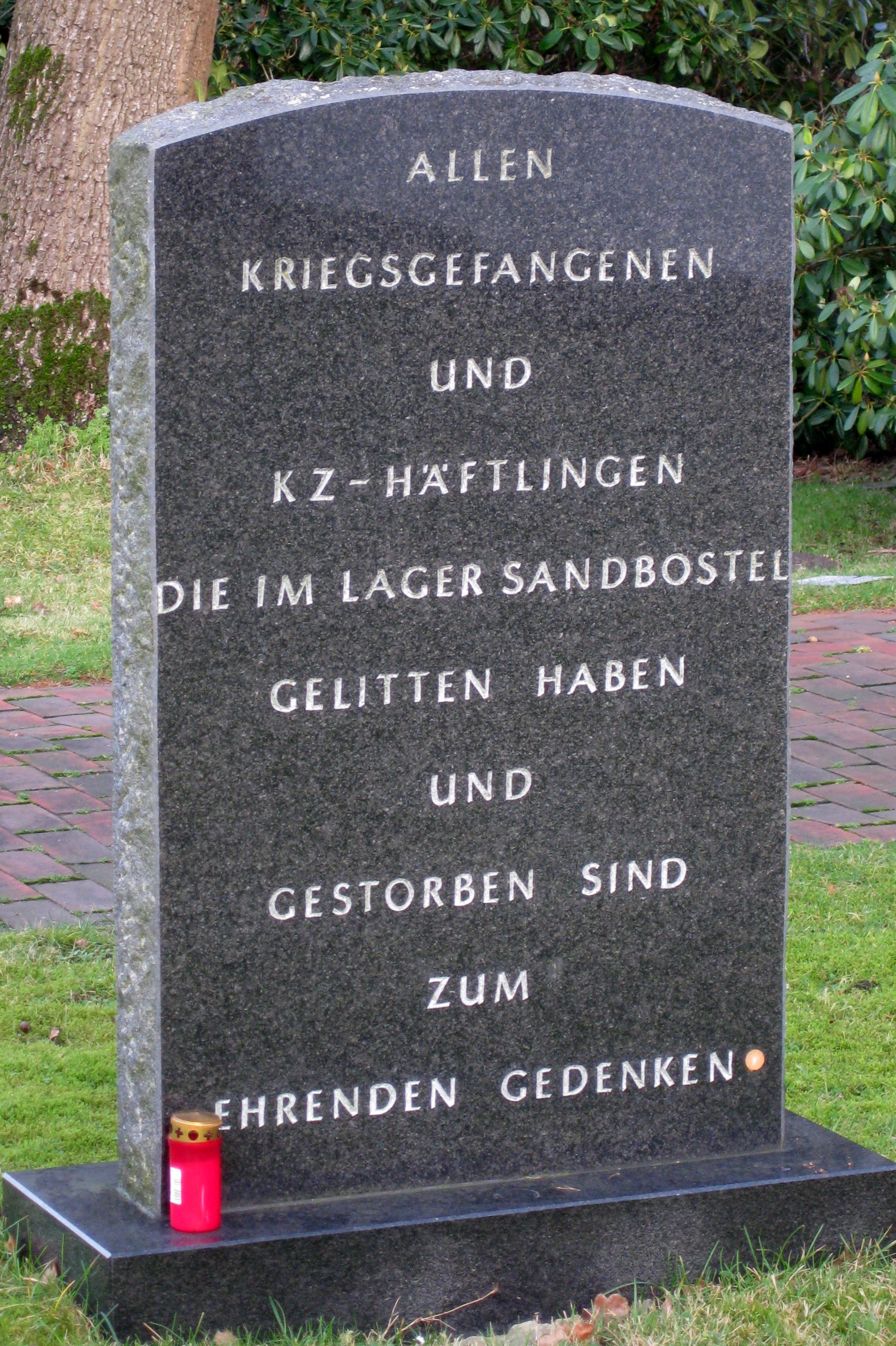
Pedra commemorativa prop de l'església del camp

## Altres llocs d'interés
- Al poble es troba un cementiri militar al qual uns 10.000 presoners de guerra van ser sebollits, la majoria en fosses comunes.
- El molí desafectat, del qual l'exterior s'ha conservat
- El petit museu d'història local i de folklore al Hüsselhus